# Bariton (instrument)
Een tenorsaxhoorn, gewoonlijk bariton genoemd, is een saxhoorn. Hij staat gestemd in bes en heeft een iets scherpere en hogere klank dan het eufonium, die toch nog zacht is. Meestal heeft een bariton drie ventielen, hoewel er exemplaren zijn waar een vierde ventiel is bijgezet.
In een conventionele brassband zitten twee baritons, een eerste bariton en een tweede bariton. De eerste bariton speelt af en toe solistische melodieën of tegenmelodieën en moet over het algemeen hogere noten spelen. De tweede bariton is eerder begeleidend en speelt vaak de lagere noten van de baritonpartij. Bij sommige muziekstukken kan dit natuurlijk precies tegenovergesteld zijn, of de 1e bariton speelt de melodie en de 2e bariton speelt een tegenmelodie.
Het is ook een belangrijk instrument in de fanfare evenals het eufonium.
Mahlers zevende symfonie begint met een solo voor de bariton.

## Verschil tussen eufonium en bariton
De bariton en het eufonium lijken sterk op elkaar, maar zijn toch verschillend qua klank en functies.
Het verschil tussen bariton en eufonium zit hem in de vorm van het instrument: de bariton heeft een nauwe buis, in tegenstelling tot het eufonium, dat een veel wijdere buis heeft. Ook is de buis van de bariton over een grotere lengte cilindrisch (de stembuis van de bariton kan in beide richtingen erin gestoken worden, terwijl die van het eufonium maar in een richting past wegens zijn verbredende vorm).
De bariton behoort tot de saxhoorns, terwijl het eufonium een tuba is.

## Zie ook

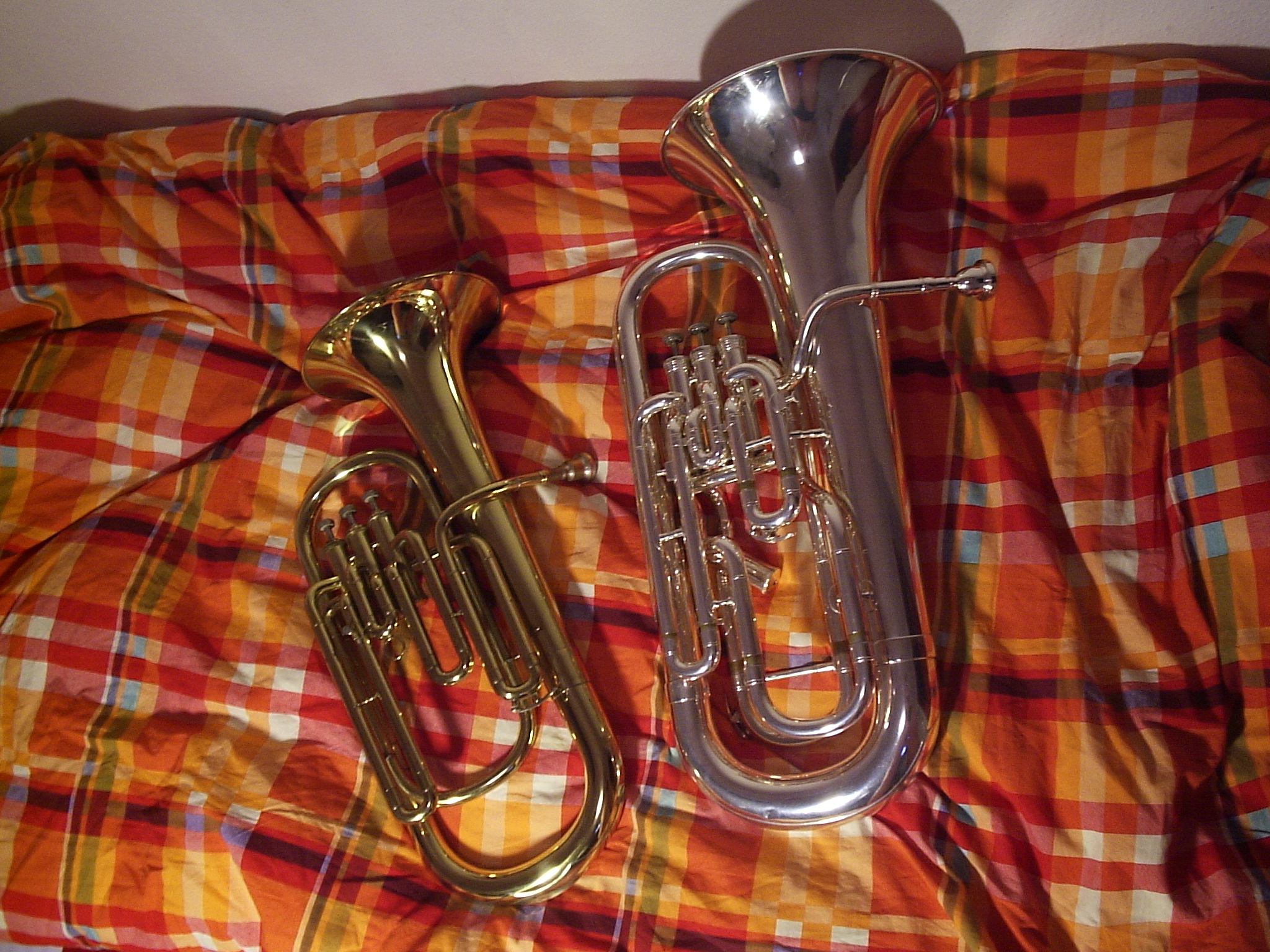
Bariton + eufonium